# Bludenz
Bludenz est une ville autrichienne située dans le Vorarlberg. C'est le siège administratif du district de Bludenz, qui occupe environ la moitié de la surface du Vorarlberg. Elle est communément appelée La porte des Alpes.
Bludenz est connue pour avoir une usine de chocolat Milka et Suchard et une brasserie Fohrenburger.

## Géographie
Bludenz se situe à 570 m d’altitude sur une terrasse qui surplombe l’Ill, un affluent rive droite du Rhin. Bludenz est encadré par les chaînes du Rätikon et de la Silvretta au sud, et le massif du Bregenzerwald, au nord.
Elle se situe à la jonction de 5 vallées : Klostertal jusqu'au col de l'Arlberg, Montafon (Ill), vallée de Brand, Großes Walsertal et Walgau.
Bludenz étant un point de passage vers beaucoup de stations de ski du Vorarlberg, elle est assez bien desservie par le rail et la route.
Bludenz est desservie par le rail, en étant le terminus de la Ligne du Vorarlberg, de la Montafonerbahn et de la ligne Innsbruck-Bludenz. La ville est aussi desservie par l'Autoroute A14 Rheintal/Walgau dont Bludenz est l'extrémité est.

## Histoire
Les découvertes archéologiques indiquent que la colonisation dans la région de Bludenz a commencé à l'âge du bronze et s'est poursuivie tout au long de l'ère de La Tène.
En 15 av. J.-C., la région avait été conquise par les Romains, faisant de Bludenz une partie de l'Empire romain. Les habitants de Bludenz ont même commencé à parler la langue romaine, une forme de latin populaire, ce qui montre clairement la forte influence de la culture romaine sur la région.
Bludenz elle-même a été mentionnée pour la première fois en l'an 830 de notre ère dans un livre terrier des domaines de la Rhéthie de l'Empire carolingien. La ville a été établie par la dynastie comitale Werdenberg ; les privilèges de la ville furent accordés en 1274.
Un séjour du duc Habsbourg Frédéric IV d'Autriche, qui venait de recevoir une interdiction impériale au concile de Constance, est documenté à partir du 30 mars 1416. Quatre ans plus tard, Bludenz passa dans les autres possessions autrichiennes de la dynastie des Habsbourg.
Jusqu'en 1918, la ville fait partie de la monarchie autrichienne (empire d'Autriche), puis Autriche-Hongrie (Cisleithanie après le compromis de 1867), chef-lieu du district de Bludenz, l'un des trois Bezirkshauptmannschaften dans la province du Vorarlberg.

## Culture et patrimoine
Les portes supérieure et inférieure de la ville qui datent du XVe siècle ont un intérêt touristique.
Autres édifices notoires : la fontaine Nepomuk, le château Gayenhofen, la filature de coton Getzner, la maison Dörflinger mentionnée depuis 1365, la rue Werdenberger avec ses arcades.
La Remise Bludenz est un centre culturel à rayonnement national. Elle propose une programmation toute l’année, avec des concerts, des spectacles, des pièces de théâtre pour tous les âges.
Le musée de la ville de Bludenz dispose d’une collection d’objets illustrant la culture locale et les présente dans sept salles d’exposition thématiques. Le musée a été créé en 1921.
Les Bludenzer Tage zeitgemäßer Musik, Journées de musique contemporaine de Bludenz, sont un festival international de musique contemporaine qui se tient dans la ville depuis1988. Le festival se concentre sur la présentation d'œuvres commandées, la promotion de jeunes compositeurs dans le cadre de master classes et la diffusion de musique contemporaine dans la région. "Environ 100 premières mondiales ont eu lieu dans le cadre du festival au cours des dernières décennies." L'objectif du festival est de rendre la musique contemporaine accessible à Bludenz.
Le Festival Alpinale est un festival de courts métrages créé à Bludenz en 2003. Pendant cinq jours consécutifs en août, des courts métrages sont projetés et récompensés d'une Goldenen Einhorn (Licorne d'Or) par le jury dans plusieurs catégories. L'objectif du festival du film est d'attirer et de rassembler dans le Vorarlberg, de nouveaux venus dans le monde du cinéma, qu'ils soient professionnels ou non, de tous les pays, mais principalement d'Europe.

## Galerie

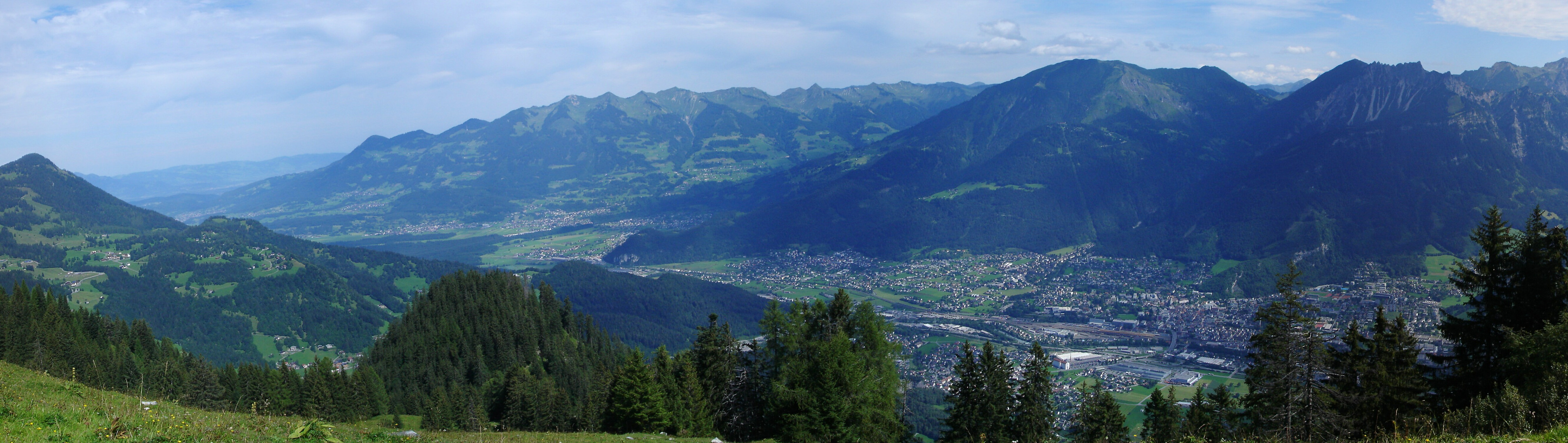
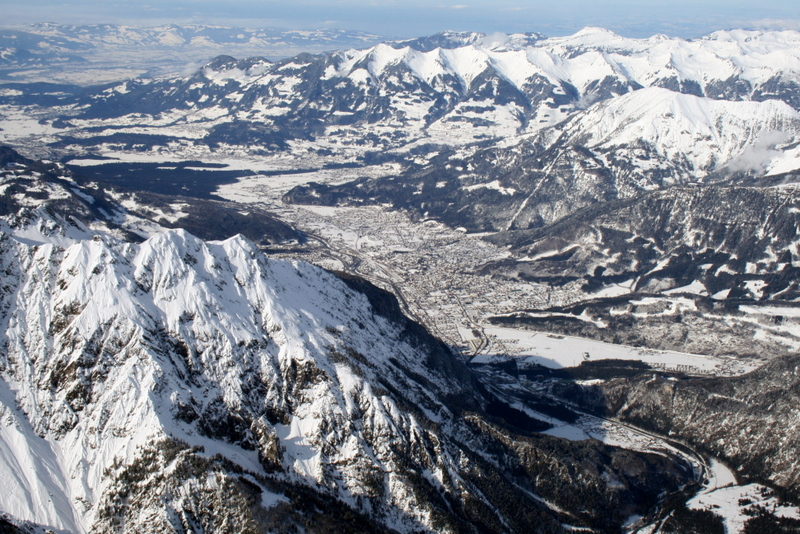
Bludenz en hiver.